# Live at the Matrix 1967
Live at the Matrix es un disco en vivo de la banda The Doors, grabado en el club de San Francisco llamado "The Matrix" en dos shows, el primero el 7 de marzo de 1967 y el segundo el 10 de marzo del mismo año.
Los conciertos ya circulaban por la red anteriormente en forma ilícita (Bootlegs), pero con ayuda de las compañías discográficas Rhino y Bright Midnight el par de conciertos salió a la venta en formato CD, lanzado en forma de discos dobles.
Los performances contienen de los primeros temas compuestos por Jim Morrison y la banda, algunos aún en forma "alternativa", como Light My Fire, The End, Moonlight Drive y People Are Strange (grabado 1 mes después y publicada 5 meses después en el segundo disco Strange Days).
También contiene covers de John Lee Hooker, Lee Dorsey, Them, Bo Diddley, etc.

## Canciones
Disco 1
- 1 - Break On Throught (To The Other Side) - 3:46
- 2 - Soul Kitchen - 5:53
- 3 - Money - 3:03
- 4 - The Crystal Ship - 2:51
- 5 - Twentieth Century Fox - 2:55
- 6 - I'm A King Bee - 3:50
- 7 - Alabama Song (Whiskey Bar) - 3:16
- 8 - Summer's Almost Gone - 3:50
- 9 - Light My Fire - 8:14
- 10 - Get Out Of My Life, Woman - 4:00
- 11 - Back Door Man - 5:15
- 12 - Who Do You Love - 4:32
- 13 - The End - 13:57

Disco 2
- 1 - Unhappy Girl - 3:56
- 2 - Moonlight Drive - 5:42
- 3 - Woman Is A Devil / Rock Me - 8:07
- 4 - People Are Strange - 2:15
- 5 - Close To You - 2:57
- 6 - My Eyes Have Seen You - 2:57
- 7 - Crawling King Snake - 4:55
- 8 - I Can't See Your Face In My Mind - 3:10
- 9 - Summertime - 8:30
- 10 - When The Music's Over - 11:14
- 11 - Gloria - 5:37

## Personal
- Jim Morrison: voz principal y coros
- Ray Manzarek: órgano, piano eléctrico de bajo y coros
- Robby Krieger: guitarra eléctrica
- John Densmore: batería

- Datos: Q3835272